# Agrostophyllum bilobolabellatum
Agrostophyllum bilobolabellatum är en orkidéart som beskrevs av Alexander Gilli. Agrostophyllum bilobolabellatum ingår i släktet Agrostophyllum och familjen orkidéer.
Artens utbredningsområde är Papua Nya Guinea. Inga underarter finns listade i Catalogue of Life.